# Jerzy Ghica
Jerzy Ghica (rum. Gheorghe Ghica; ur. 1600, zm. 1664) – hospodar Mołdawii w latach 1658–1659, jako Jerzy I, i hospodar Wołoszczyzny w latach 1659–1660, jako Jerzy II; pierwszy hospodar z rodu Ghica, wywodzącego się z Albanii.

## Biografia
W 1658 został osadzony na mołdawskim tronie hospodarskim przez Turków, którzy usunęli z niego nazbyt samodzielnego Jerzego Stefana. Jednocześnie usunęli także hospodara wołoskiego Konstantyna Șerbana - obaj byli władcy próbowali stawiać opór i odzyskać swoje trony znajdując oparcie w Siedmiogrodzie. W 1659, gdy przeciwko Turkom wystąpił nowy hospodar wołoski Mihnea III, zaangażowanie tureckie w konflikt z nim wykorzystał Konstantyn Serban, który w 1659 uderzył na Mołdawię, został jednak pobity przez wspomagających protureckiego Ghikę Tatarów. Gdy kilka tygodni później pokonany został Mihnea III, Turcy przenieśli lojalnego Jerzego Ghikę z mołdawskiego tronu hospodarskiego na wołoski. I tutaj już wkrótce musiał się zmagać z Konstantynem Serbanem, który w 1660 uderzył na Wołoszczyznę, ponownie jednak został pokonany z pomocą tatarską. Mimo to Ghica wkrótce został usunięty z tronu i zastąpiony synem, Grzegorzem I Jerzym.